# Maria Sidónio
Maria Sidónio Baracho Damião (São Sebastião da Pedreira, Lisboa, 13 de Julho de 1920 – Lisboa, 29 de Março de 2007) foi uma atriz, cantora e ceramista portuguesa.

## Biografia
Maria Sidónio nasceu em Lisboa, na freguesia de São Sebastião da Pedreira, a 13 de Julho de 1920. Era filha do comerciante Jaime Damião e de Clotilde Prazeres Baracho, doméstica, ambos naturais de Lisboa (ele da freguesia da Encarnação e ela da freguesia das Mercês).

### Cantora e atriz
Em 1943 presta provas e estreia na Emissora Nacional participando em inúmeros programas, em particular nos Serões para Trabalhadores.

A 27 de julho de 1944, casou na Basílica da Estrela, em Lisboa, com o jornalista e autor de peças de teatro de revista Aníbal Teixeira Nazaré (Santa Engrácia, Lisboa, 1907), então já divorciado de Maria de Campos Loureiro, filho de José Tiago Nazaré, natural de Elvas (freguesia do Salvador), e de Maria Amália Teixeira, também natural de Lisboa (freguesia de Santa Engrácia). Por sentença transitada em julgado a 13 de dezembro de 1954, foi decretada a separação judicial de pessoas e bens entre o casal, a requerimento de Maria Sidónio. Por sentença transitada em julgado a 3 de julho de 1975, a separação judicial de pessoas e bens foi convertida em divórcio. Este casamento terá repercussões futuras, já que permite que Maria Sidónio integre o elenco de algumas companhias de Teatro de Revista, lançando sucessos nos palcos do Parque Mayer.

No seu percurso artístico participou em várias revistas como "Há Festa no Coliseu" (1944), entre outras, tendo partilhado o elenco com as maiores figuras do teatro de revista.
 
Sobre as suas representações afirmou: “... eu nunca fui infeliz enquanto trabalhei no teatro, fui sempre aplaudida por isso não posso querer mais, uma experiência muito boa, o público queria e gostava de nos ouvir cantar e representar."

Neste período, Maria Sidónia também se estreia no cinema, participando e cantando para o filme "A noiva do Brasil" (1945), realizado por Santos Mendes, jornalista português há longos anos radicado em São Paulo no Brasil. Filme de 35 mm a preto e branco produzido pela Atlante Filmes, com a duração (não censurada) de 82 minutos, rodado em Odivelas e Feira das Mercês durante o Verão, e até Novembro, de 1944 e estreado no Teatro Tivoli a 14 de Maio de 1945 

Canta em festas de beneficência, como seja, a descrita pel’O Cezimbrense de Setembro de 1948:

"No dia 15, a Mesa Administrativa da Misericórdia realizou, no Parque Recreio Popular, uma festa em benefício desta instituição de caridade.
A primeira parte do programa constou de uma audição musical, realizada pela Orquestra Ligeira da Emissora Nacional, sob a direcção do maestro Tavares Belo.
Depois, fizeram-se ouvir os artistas Helena Barros, Irmãs Remartinez, Maria Clara e Maria Sidónio.
A segunda parte foi preenchida pelos artistas António Pinto Júnior, Arménio Silva, Estêvão Amarante, Humberto Madeira, Irmãos Alexandres e Santuzra Montti.
A terceira parte constou de fados e guitarradas, em que tomaram parte artistas da Adega Machado.
Foi locutor Artur Agostinho.
Este grandioso espectáculo foi organizado pelo sr. Carlos Ribeiro, chefe dos serviços externos da Emissora Nacional."
A sua preocupação com o necessitados e desvalidos levam-na a encabeçar a lista dos artistas que promoveu a realização, em finais de 1950, de um espectáculo a favor do Centro Familiar e Social de Nossa Senhora de Marvila (Santarém).

No início da década de 50 do século XX (1953) andava em digressão pelo país, tendo consigo a jovem, e ainda menor, Anita Guerreiro que lhe tinha sido “entregue”.
O seu repertório centrou-se essencialmente na interpretação de músicas brasileiras.

Após a separação de Aníbal Nazaré, Maria Sidónio conhece o cantor Tony de Matos com quem teve uma ligação de cerca de 20 anos. Em 1957 partem para o Brasil e inauguram em 1959 um restaurante típico em Copacabana (Rio de Janeiro) chamado "O Fado", organizado à semelhança das casas de fado de Lisboa, “ambientado com símbolos da cultura lusitana (cartazes de monumentos e cidades de Portugal, o Galo de Barcelos, a bandeira e o escudo de Portugal, etc.) e com elementos da temática fadista (o xale negro, a guitarra portuguesa, o quadro alusivo à fadista Severa, etc.)”.

Aqui o grande protagonista é Tony que se apresenta a público todas as noites, interpretando o seu inconfundível repertório.

A Maria Sidónio cabia a direcção artística do espaço.

“O Fado” apresentava semanalmente espectáculos representando o folclore e as tradições de cada região de Portugal. 

Em entrevista Maria Sidónio confidenciava: “são tempos dos quais guardo as melhores recordações.”

### Ceramista

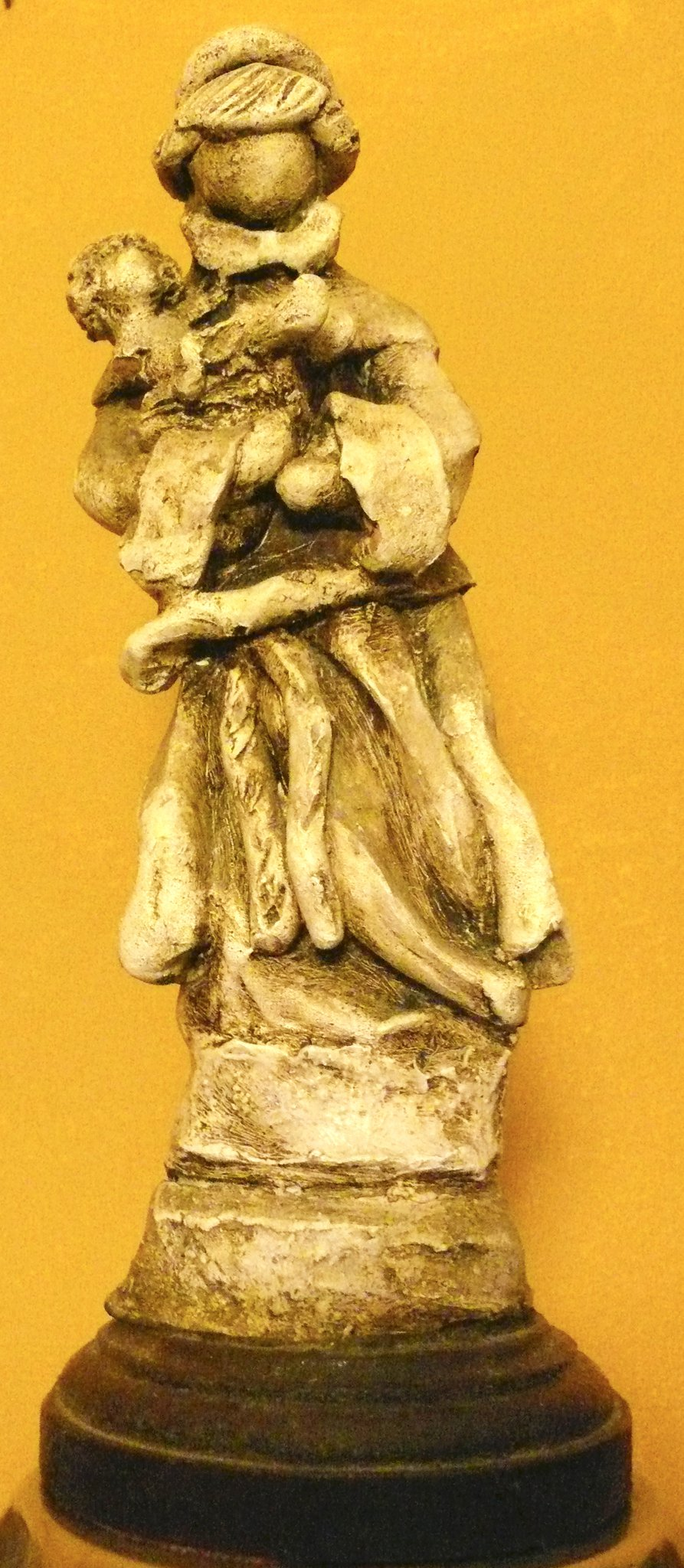
Santo António da autoria de Maria Sidónio (colecção particular).

Simultaneamente, Maria Sidónio tira, no Brasil, um curso de ceramista e, após os quase sete anos que aí viveu, regressa a Portugal.

Estreia-se com uma exposição de cerâmica no n.º 21 da Rua Nova do Loureiro no Bairro Alto, em Lisboa (as antigas instalações do Secretariado Nacional de Informação, Cultura Popular e Turismo (SNI)).
 
Teve atelier no Pateo Alfacinha, e um recinto na Feira Popular de Lisboa, que manteve até ao fecho desta (5 de Outubro de 2003), onde expunha e vendia os seus trabalhos em barro. As figuras mais representativas desta sua obra artística, que conta, também com representações de figuras da história, de baianas, morros, o Pão de Açúcar, são as figuras do Santo António e os presépios que a artista moldou até ao fim da sua vida.

Os Santo António “sem rosto” tornaram-se muito característicos do seu estilo.
Talvez por isso, e por ter tido um percurso artística invulgar, mesmo idosa participou em programas televisivos como o realizado no Pateo Alfacinha em vésperas do dia de Santo António.

Morreu aos 86 anos, na quinta-feira, 29 de Março de 2007, na Casa do Artista, em Lisboa, onde habitava desde Junho de 2005. Esteve em câmara ardente na Igreja das Furnas, de onde saiu às 10 horas do dia 31 para ser sepultada no Cemitério dos Prazeres.